# Список астероїдів (12201—12300)
| Назва                                    | Тимчасове позначення | Дата відкриття    | Місце відкриття                  | Відкривач                         |
| ---------------------------------------- | -------------------- | ----------------- | -------------------------------- | --------------------------------- |
| (12201) 1981 ED12                        | 1981 ED12            | 1 березня 1981    | Обсерваторія Сайдинг-Спрінг      | Ш. Дж. Бас                        |
| (12202) 1981 EM13                        | 1981 EM13            | 1 березня 1981    | Обсерваторія Сайдинг-Спрінг      | Ш. Дж. Бас                        |
| (12203) 1981 EO19                        | 1981 EO19            | 2 березня 1981    | Обсерваторія Сайдинг-Спрінг      | Ш. Дж. Бас                        |
| (12204) 1981 EK26                        | 1981 EK26            | 2 березня 1981    | Обсерваторія Сайдинг-Спрінг      | Ш. Дж. Бас                        |
| (12205) 1981 EZ26                        | 1981 EZ26            | 2 березня 1981    | Обсерваторія Сайдинг-Спрінг      | Ш. Дж. Бас                        |
| (12206) 1981 EG27                        | 1981 EG27            | 2 березня 1981    | Обсерваторія Сайдинг-Спрінг      | Ш. Дж. Бас                        |
| (12207) 1981 EU28                        | 1981 EU28            | 1 березня 1981    | Обсерваторія Сайдинг-Спрінг      | Ш. Дж. Бас                        |
| (12208) 1981 EF35                        | 1981 EF35            | 2 березня 1981    | Обсерваторія Сайдинг-Спрінг      | Ш. Дж. Бас                        |
| (12209) 1981 EF37                        | 1981 EF37            | 11 березня 1981   | Обсерваторія Сайдинг-Спрінг      | Ш. Дж. Бас                        |
| (12210) 1981 EA42                        | 1981 EA42            | 2 березня 1981    | Обсерваторія Сайдинг-Спрінг      | Ш. Дж. Бас                        |
| 12211 Арношмідт (Arnoschmidt)            | 1981 KJ              | 28 травня 1981    | Обсерваторія Ла-Сілья            | Ганс-Еміль Шустер                 |
| (12212) 1981 QR2                         | 1981 QR2             | 23 серпня 1981    | Обсерваторія Ла-Сілья            | Анрі Дебеонь                      |
| (12213) 1981 QN3                         | 1981 QN3             | 26 серпня 1981    | Обсерваторія Ла-Сілья            | Анрі Дебеонь                      |
| 12214 Мірошніков (Miroshnikov)           | 1981 RF2             | 7 вересня 1981    | КрАО                             | Карачкіна Людмила Георгіївна      |
| (12215) 1981 US22                        | 1981 US22            | 24 жовтня 1981    | Паломарська обсерваторія         | Ш. Дж. Бас                        |
| (12216) 1981 WF9                         | 1981 WF9             | 16 листопада 1981 | Пертська обсерваторія            | Пертська обсерваторія             |
| (12217) 1982 JD2                         | 1982 JD2             | 15 травня 1982    | Паломарська обсерваторія         | Паломарська обсерваторія          |
| 12218 Флеішер (Fleischer)                | 1982 RK              | 15 вересня 1982   | Станція Андерсон-Меса            | Едвард Бовелл                     |
| 12219 Григор'єв (Grigorʹev)              | 1982 SC8             | 19 вересня 1982   | КрАО                             | Черних Людмила Іванівна           |
| 12220 Семенчур (Semenchur)               | 1982 UD6             | 20 жовтня 1982    | КрАО                             | Карачкіна Людмила Георгіївна      |
| 12221 Оґатакоан (Ogatakoan)              | 1982 VS2             | 14 листопада 1982 | Обсерваторія Кісо                | Хірокі Косаї, Кіїтіро Фурукава    |
| 12222 Перотто (Perotto)                  | 1982 WA              | 19 листопада 1982 | Обсерваторія Сан-Вітторе         | Обсерваторія Сан-Вітторе          |
| 12223 Госкін (Hoskin)                    | 1983 TX              | 8 жовтня 1983     | Гарвардська обсерваторія         | Обсерваторія Ок-Ридж              |
| 12224 Джимкорнел (Jimcornell)            | 1984 UN2             | 19 жовтня 1984    | Гарвардська обсерваторія         | Обсерваторія Ок-Ридж              |
| 12225 Янфернандес (Yanfernandez)         | 1985 PQ              | 14 серпня 1985    | Станція Андерсон-Меса            | Едвард Бовелл                     |
| 12226 Кейсілісс (Caseylisse)             | 1985 TN              | 15 жовтня 1985    | Станція Андерсон-Меса            | Едвард Бовелл                     |
| 12227 Пенні (Penney)                     | 1985 TO3             | 11 жовтня 1985    | Паломарська обсерваторія         | Керолін Шумейкер, Юджин Шумейкер  |
| (12228) 1985 TZ3                         | 1985 TZ3             | 11 жовтня 1985    | Паломарська обсерваторія         | Стівен Ґейзер, Джонатан Ліч       |
| 12229 Паульсон (Paulsson)                | 1985 UK3             | 17 жовтня 1985    | Обсерваторія Квістаберг          | Клаес-Інґвар Лаґерквіст           |
| (12230) 1986 QN                          | 1986 QN              | 25 серпня 1986    | Обсерваторія Ла-Сілья            | Анрі Дебеонь                      |
| (12231) 1986 QQ1                         | 1986 QQ1             | 27 серпня 1986    | Обсерваторія Ла-Сілья            | Анрі Дебеонь                      |
| (12232) 1986 QZ2                         | 1986 QZ2             | 28 серпня 1986    | Обсерваторія Ла-Сілья            | Анрі Дебеонь                      |
| (12233) 1986 QF3                         | 1986 QF3             | 29 серпня 1986    | Обсерваторія Ла-Сілья            | Анрі Дебеонь                      |
| 12234 Шкуратов (Shkuratov)               | 1986 RP2             | 6 вересня 1986    | Станція Андерсон-Меса            | Едвард Бовелл                     |
| 12235 Імранакперов (Imranakperov)        | 1986 RB12            | 9 вересня 1986    | КрАО                             | Карачкіна Людмила Георгіївна      |
| (12236) 1987 DD6                         | 1987 DD6             | 22 лютого 1987    | Обсерваторія Ла-Сілья            | Анрі Дебеонь                      |
| 12237 Куґлін (Coughlin)                  | 1987 HE              | 23 квітня 1987    | Паломарська обсерваторія         | Керолін Шумейкер, Юджин Шумейкер  |
| 12238 Actor                              | 1987 YU1             | 17 грудня 1987    | Обсерваторія Ла-Сілья            | Ерік Вальтер Ельст, Ґвідо Пізарро |
| 12239 Каролінаку (Carolinakou)           | 1988 CN4             | 13 лютого 1988    | Обсерваторія Ла-Сілья            | Ерік Вальтер Ельст                |
| 12240 Дросте-Хюльсгофф (Droste-Hulshoff) | 1988 PG2             | 13 серпня 1988    | Обсерваторія Карла Шварцшильда   | Ф. Бернґен                        |
| 12241 Лефорт (Lefort)                    | 1988 PQ2             | 13 серпня 1988    | Обсерваторія Карла Шварцшильда   | Ф. Бернґен                        |
| 12242 Koon                               | 1988 QY              | 18 серпня 1988    | Паломарська обсерваторія         | Керолін Шумейкер, Юджин Шумейкер  |
| (12243) 1988 RD1                         | 1988 RD1             | 9 вересня 1988    | Обсерваторія Брорфельде          | Поуль Єнсен                       |
| 12244 Верфель (Werfel)                   | 1988 RY2             | 8 вересня 1988    | Обсерваторія Карла Шварцшильда   | Ф. Бернґен                        |
| (12245) 1988 RM7                         | 1988 RM7             | 9 вересня 1988    | Обсерваторія Ла-Сілья            | Анрі Дебеонь                      |
| 12246 Pliska                             | 1988 RJ8             | 11 вересня 1988   | Смолян                           | Віолета Іванова                   |
| (12247) 1988 RO11                        | 1988 RO11            | 14 вересня 1988   | Обсерваторія Серро Тололо        | Ш. Дж. Бас                        |
| (12248) 1988 RX12                        | 1988 RX12            | 14 вересня 1988   | Обсерваторія Серро Тололо        | Ш. Дж. Бас                        |
| (12249) 1988 SH2                         | 1988 SH2             | 16 вересня 1988   | Обсерваторія Серро Тололо        | Ш. Дж. Бас                        |
| (12250) 1988 TT                          | 1988 TT              | 13 жовтня 1988    | Обсерваторія Кушіро              | Сейджі Уеда, Хіроші Канеда        |
| (12251) 1988 TO1                         | 1988 TO1             | 9 жовтня 1988     | Обсерваторія Ґекко               | Йошіакі Ошіма                     |
| 12252 Кванджу (Gwangju)                  | 1988 VT1             | 8 листопада 1988  | Станція Аясі обсерваторії Сендай | Масахіро Коїсікава                |
| (12253) 1988 VG4                         | 1988 VG4             | 3 листопада 1988  | Обсерваторія Брорфельде          | Поуль Єнсен                       |
| (12254) 1988 XJ1                         | 1988 XJ1             | 7 грудня 1988     | Окутама                          | Цуному Хіокі, Нобухіро Кавасато   |
| (12255) 1988 XR1                         | 1988 XR1             | 7 грудня 1988     | Обсерваторія Йорії               | Масару Араї, Хіроші Морі          |
| (12256) 1989 CJ8                         | 1989 CJ8             | 8 лютого 1989     | Обсерваторія Ла-Сілья            | Анрі Дебеонь                      |
| 12257 Лассін (Lassine)                   | 1989 GL4             | 3 квітня 1989     | Обсерваторія Ла-Сілья            | Ерік Вальтер Ельст                |
| 12258 Оскаруайльд (Oscarwilde)           | 1989 GN4             | 3 квітня 1989     | Обсерваторія Ла-Сілья            | Ерік Вальтер Ельст                |
| 12259 Шукальський (Szukalski)            | 1989 SZ1             | 26 вересня 1989   | Обсерваторія Ла-Сілья            | Ерік Вальтер Ельст                |
| (12260) 1989 SP11                        | 1989 SP11            | 30 вересня 1989   | Обсерваторія Ла-Сілья            | Анрі Дебеонь                      |
| 12261 Ледваньє (Ledouanier)              | 1989 TY4             | 7 жовтня 1989     | Обсерваторія Ла-Сілья            | Ерік Вальтер Ельст                |
| 12262 Нісіо (Nishio)                     | 1989 UL              | 21 жовтня 1989    | Обсерваторія Кітамі              | Кін Ендате, Кадзуро Ватанабе      |
| (12263) 1989 YA4                         | 1989 YA4             | 30 грудня 1989    | Обсерваторія Сайдинг-Спрінг      | Роберт Макнот                     |
| (12264) 1990 CD                          | 1990 CD              | 1 лютого 1990     | Обсерваторія Дінік               | Ацуші Суґіе                       |
| (12265) 1990 FG                          | 1990 FG              | 23 березня 1990   | Паломарська обсерваторія         | Е. Гелін                          |
| (12266) 1990 FL                          | 1990 FL              | 23 березня 1990   | Паломарська обсерваторія         | Е. Гелін                          |
| 12267 Денно (Denneau)                    | 1990 KN1             | 31 травня 1990    | Обсерваторія Кітт-Пік            | Spacewatch                        |
| (12268) 1990 OY1                         | 1990 OY1             | 29 липня 1990     | Паломарська обсерваторія         | Генрі Гольт                       |
| (12269) 1990 QR                          | 1990 QR              | 19 серпня 1990    | Паломарська обсерваторія         | Е. Гелін                          |
| 12270 Бозар (Bozar)                      | 1990 QR9             | 16 серпня 1990    | Обсерваторія Ла-Сілья            | Ерік Вальтер Ельст                |
| (12271) 1990 RC2                         | 1990 RC2             | 14 вересня 1990   | Паломарська обсерваторія         | Генрі Гольт                       |
| 12272 Ґедділі (Geddylee)                 | 1990 SZ3             | 22 вересня 1990   | Паломарська обсерваторія         | Браян Роман                       |
| (12273) 1990 TS4                         | 1990 TS4             | 9 жовтня 1990     | Обсерваторія Сайдинг-Спрінг      | Роберт Макнот                     |
| (12274) 1990 UJ1                         | 1990 UJ1             | 19 жовтня 1990    | Окутама                          | Цуному Хіокі, Шудзі Хаякава       |
| 12275 Маркельгоффін (Marcelgoffin)       | 1990 VS5             | 15 листопада 1990 | Обсерваторія Ла-Сілья            | Ерік Вальтер Ельст                |
| (12276) 1990 WW1                         | 1990 WW1             | 18 листопада 1990 | Обсерваторія Ла-Сілья            | Ерік Вальтер Ельст                |
| (12277) 1990 WN2                         | 1990 WN2             | 17 листопада 1990 | Обсерваторія Ґейсей              | Тсутому Секі                      |
| 12278 Кісохінокі (Kisohinoki)            | 1990 WQ2             | 21 листопада 1990 | Обсерваторія Кітамі              | Кін Ендате, Кадзуро Ватанабе      |
| 12279 Лаон (Laon)                        | 1990 WP4             | 16 листопада 1990 | Обсерваторія Ла-Сілья            | Ерік Вальтер Ельст                |
| 12280 Реймс (Reims)                      | 1990 WS4             | 16 листопада 1990 | Обсерваторія Ла-Сілья            | Ерік Вальтер Ельст                |
| 12281 Шомонт (Chaumont)                  | 1990 WA5             | 16 листопада 1990 | Обсерваторія Ла-Сілья            | Ерік Вальтер Ельст                |
| 12282 Кромбек (Crombecq)                 | 1991 BV1             | 21 січня 1991     | Обсерваторія Верхнього Провансу  | Ерік Вальтер Ельст                |
| (12283) 1991 EC                          | 1991 EC              | 9 березня 1991    | Обсерваторія Дінік               | Ацуші Суґіе                       |
| 12284 Пол (Pohl)                         | 1991 FP              | 17 березня 1991   | Паломарська обсерваторія         | Е. Гелін                          |
| (12285) 1991 FN2                         | 1991 FN2             | 20 березня 1991   | Обсерваторія Ла-Сілья            | Анрі Дебеонь                      |
| 12286 Пуазейль (Poiseuille)              | 1991 GY4             | 8 квітня 1991     | Обсерваторія Ла-Сілья            | Ерік Вальтер Ельст                |
| 12287 Ланґр (Langres)                    | 1991 GH5             | 8 квітня 1991     | Обсерваторія Ла-Сілья            | Ерік Вальтер Ельст                |
| 12288 Верден (Verdun)                    | 1991 GC6             | 8 квітня 1991     | Обсерваторія Ла-Сілья            | Ерік Вальтер Ельст                |
| 12289 Карно (Carnot)                     | 1991 GP7             | 8 квітня 1991     | Обсерваторія Ла-Сілья            | Ерік Вальтер Ельст                |
| (12290) 1991 LZ                          | 1991 LZ              | 14 червня 1991    | Паломарська обсерваторія         | Е. Гелін                          |
| 12291 Ґогноманн (Gohnaumann)             | 1991 LJ2             | 6 червня 1991     | Обсерваторія Ла-Сілья            | Ерік Вальтер Ельст                |
| 12292 Далтон (Dalton)                    | 1991 LK2             | 6 червня 1991     | Обсерваторія Ла-Сілья            | Ерік Вальтер Ельст                |
| (12293) 1991 NV1                         | 1991 NV1             | 13 липня 1991     | Паломарська обсерваторія         | Генрі Гольт                       |
| 12294 Авоґадро (Avogadro)                | 1991 PQ2             | 2 серпня 1991     | Обсерваторія Ла-Сілья            | Ерік Вальтер Ельст                |
| 12295 Тассо (Tasso)                      | 1991 PE3             | 2 серпня 1991     | Обсерваторія Ла-Сілья            | Ерік Вальтер Ельст                |
| (12296) 1991 PL13                        | 1991 PL13            | 5 серпня 1991     | Паломарська обсерваторія         | Генрі Гольт                       |
| (12297) 1991 PT14                        | 1991 PT14            | 6 серпня 1991     | Паломарська обсерваторія         | Генрі Гольт                       |
| 12298 Брехт (Brecht)                     | 1991 PL17            | 6 серпня 1991     | Обсерваторія Карла Шварцшильда   | Ф. Бернґен                        |
| (12299) 1991 PV17                        | 1991 PV17            | 7 серпня 1991     | Паломарська обсерваторія         | Генрі Гольт                       |
| (12300) 1991 RX10                        | 1991 RX10            | 10 вересня 1991   | Паломарська обсерваторія         | Генрі Гольт                       |

| ← Астероїди 10001—20000 → |             |             |             |             |             |             |             |             |             |
| 10001—10100               | 11001—11100 | 12001—12100 | 13001—13100 | 14001—14100 | 15001—15100 | 16001—16100 | 17001—17100 | 18001—18100 | 19001—19100 |
| 10101—10200               | 11101—11200 | 12101—12200 | 13101—13200 | 14101—14200 | 15101—15200 | 16101—16200 | 17101—17200 | 18101—18200 | 19101—19200 |
| 10201—10300               | 11201—11300 | 12201—12300 | 13201—13300 | 14201—14300 | 15201—15300 | 16201—16300 | 17201—17300 | 18201—18300 | 19201—19300 |
| 10301—10400               | 11301—11400 | 12301—12400 | 13301—13400 | 14301—14400 | 15301—15400 | 16301—16400 | 17301—17400 | 18301—18400 | 19301—19400 |
| 10401—10500               | 11401—11500 | 12401—12500 | 13401—13500 | 14401—14500 | 15401—15500 | 16401—16500 | 17401—17500 | 18401—18500 | 19401—19500 |
| 10501—10600               | 11501—11600 | 12501—12600 | 13501—13600 | 14501—14600 | 15501—15600 | 16501—16600 | 17501—17600 | 18501—18600 | 19501—19600 |
| 10601—10700               | 11601—11700 | 12601—12700 | 13601—13700 | 14601—14700 | 15601—15700 | 16601—16700 | 17601—17700 | 18601—18700 | 19601—19700 |
| 10701—10800               | 11701—11800 | 12701—12800 | 13701—13800 | 14701—14800 | 15701—15800 | 16701—16800 | 17701—17800 | 18701—18800 | 19701—19800 |
| 10801—10900               | 11801—11900 | 12801—12900 | 13801—13900 | 14801—14900 | 15801—15900 | 16801—16900 | 17801—17900 | 18801—18900 | 19801—19900 |
| 10901—11000               | 11901—12000 | 12901—13000 | 13901—14000 | 14901—15000 | 15901—16000 | 16901—17000 | 17901—18000 | 18901—19000 | 19901—20000 |